# Galium jolyi
Galium jolyi är en måreväxtart som beskrevs av Jules Aimé Battandier. Galium jolyi ingår i släktet måror, och familjen måreväxter.
Artens utbredningsområde är Marocko. Inga underarter finns listade i Catalogue of Life.